# Federazione di pattinaggio del Sudafrica
La Federazione di pattinaggio del Sudafrica (inː Roller Sport South Africa) è l'organo nazionale sudafricano che governa e gestisce tutti gli sport rotellistici ed ha lo scopo di organizzare, disciplinare e sviluppare tali discipline.

La sede della federazione è a Hoghton.

L'attuale presidente è Joaquim Coimbra.

## Discipline
Le discipline ufficialmente affiliate alla federazione sono le seguenti:
- Roller Sport South Africa
  - Pattinaggio freestyle
  - Pattinaggio artistico
  - Pattinaggio corsa
  - Skateboard
  - Skiroll
- South African Roller Hockey Federation
  - Hockey su pista
  - Hockey in linea